# Apogon pselion
 Apogon pselion és una espècie de peix de la família dels apogònids i de l'ordre dels perciformes.

## Morfologia
Els mascles poden assolir els 4 cm de longitud total.

## Distribució geogràfica
Es troba al Golf de Suez i al Golf d'Aqaba.